# Микулаш IV Брунтальский
Микулаш IV Брунтальский (чеш. Mikuláš IV z Bruntálu, ок. 1370 — 1405/1407) — князь князь Ратиборско-крновский (1380/1382—1385), владелец Брунталя (1385—1405/1407).

## Биография
Микулаш был младшим сыном ратиборско-крновского князя Яна I и Анны Жаганьской. После смерти отца, наступившей между 1380 и 1382 годами, Микулаш оказался под опекой матери и старшего брата Яна II. Вместе с братом он унаследовал Ратиборско-крновское княжество, но фактически Ян управлял княжеством самостоятельно. Когда Микулаш в 1385 году достиг совершеннолетия, Ян выделил ему в самостоятельное управление город Брунталь с окрестностями.
Микулаш умер между 1405 и 1407 годами, не вступив в брак и не оставив потомства. После его смерти Брунталь вернулся в состав ратиборско-крновского княжества.